# Paul Bulcke
Paul Bulcke, né le 8 septembre 1954 à Roulers, est un homme d'affaires belge. Il est président de Nestlé depuis 2017, après en avoir été le directeur général (2008-2016).

## Biographie

### Jeunesse et formation
Paul Bulcke est diplômé en tant qu'ingénieur commercial de l'université catholique néerlandophone de Louvain en 1976, et finit un master en management à l'université de Gand en 1977.

### Carrière
Il commence sa carrière en 1977 comme analyste financier chez Scott Graphics International. En 1979, il rejoint Nestlé en tant que stagiaire et gravit les échelons à travers les filiales internationales du groupe. De 1980 à 1996, il travaille dans les départements marketing des filiales sud-américaines, au Pérou, Équateur et Chili, avant d'être nommé en 1998 à la tête des filiales portugaise, tchèque et slovaque. En 2000, il prend la direction de Nestlé Allemagne. En 2004, il est nommé responsable des ventes pour la zone Amériques (États-Unis, Canada, Amérique latine et Caraïbes) puis vice-président exécutif du groupe, responsable du continent américain. 
Le 20 septembre 2007, le conseil d'administration de la multinationale annonce sa désignation comme directeur général (chief executive officer ou CEO) à compter du 1er avril 2008. Depuis 2011, il est en outre membre du conseil d'administration du groupe pharmaceutique Roche. Il est également vice-président du conseil d'administration de L'Oréal.

### Vie privée
Il est en couple avec Marilène Vanderhaeghe et a 3 enfants.